# マグヌス・ヒルシュフェルト

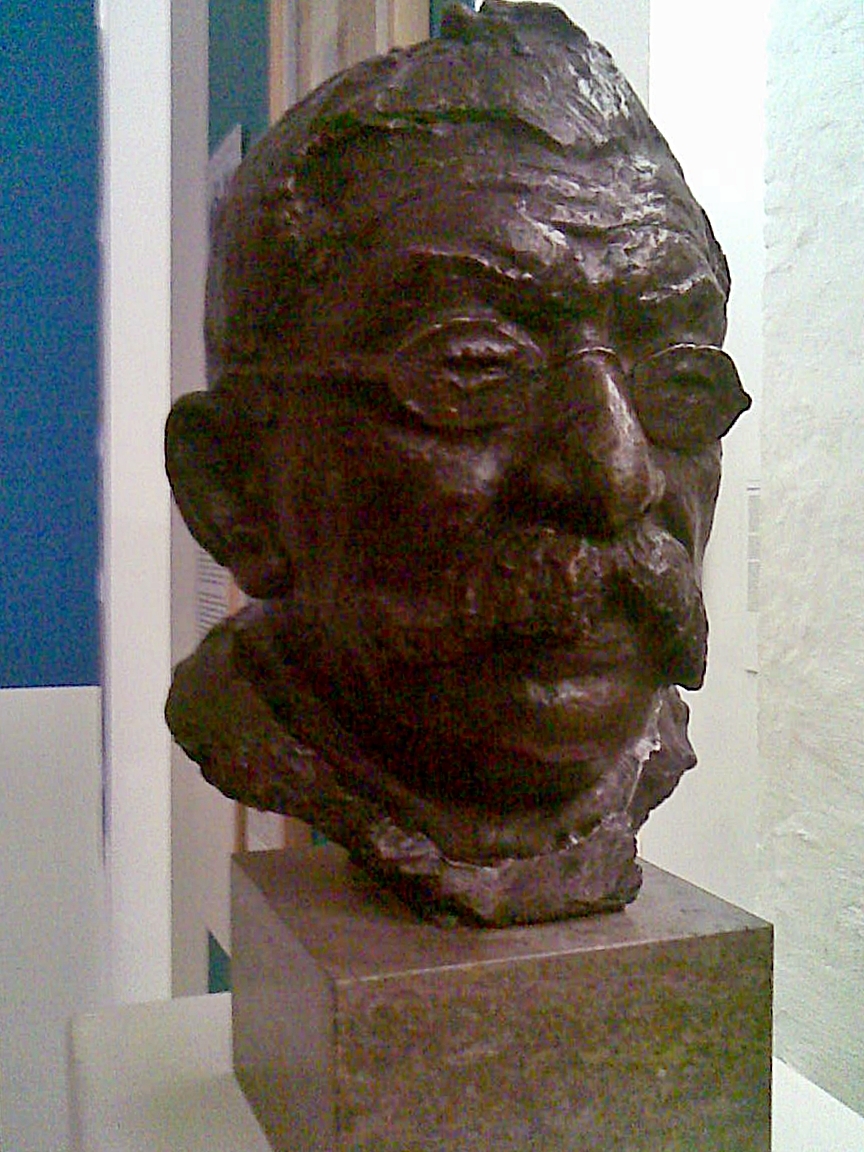
マグヌス・ヒルシュフェルトの彫像

マグヌス・ヒルシュフェルト（Magnus Hirschfeld、1868年5月14日 - 1935年5月14日）は、ドイツの内科医であり、性科学者、そして同性愛者とトランスジェンダーの権利の擁護者である。
ヒルシュフェルトは、ユダヤ人一家のなかで、敬愛された医師にして「医学参事官（Medizinalrat）」たるヘルマン・ヒルシュフェルトの息子として、1868年にコルベルク（現代のコウォブジェグ、Kołobrzeg、EN）で誕生した。1888年から1892年の期間、彼は、シュトラスブルク、ミュンヘン、ハイデルベルク、そしてベルリンで、哲学、文献学、医学（内科学）を学んだ。その後、ヒルシュフェルトはしばらくのあいだパリに居住し、ジャーナリストとして働いた。こうして彼は、マクデブルクで「自然療法（naturopathy）」による治療を開始した。数年後、ベルリン＝シャルロッテンブルク（Berlin-Charlottenburg、DE、EN。現在のシャルロッテンブルク＝ヴィルマースドルフ区）に移住した。マグヌス・ヒルシュフェルトは、1935年に亡命先ニースで客死した。

## 性科学への初期の貢献
1900年頃、ヒルシュフェルトは、男性と女性のあいだに位置する「中間性（intermediate sex）」または「第三の性（Third gender）に関する理論を発展させた。彼は、性的同一性（sexual identity）の表徴に関する初期の分類学がいまだ形成過程にあった時代に、性的でエロティックな衝動の多様性についての研究に関心を持った。彼の科学的研究は、カール・ハインリッヒ・ウルリヒス（Karl Heinrich Ulrichs、EN）の研究を拡張したもので、ハヴロック・エリス（Havelock Ellis、EN）とエドワード・カーペンター（Edward Carpenter、EN）に影響を与えた。

## 同性愛者の権利
マグヌス・ヒルシュフェルトは、履歴において、医学と著作のあいだでバランスの取れた成功を収めた。マクデブルクにおいて一般開業医として数年を経た後、1896年に彼は、Th・ラミーン（Th. Ramien）の筆名で、『ソクラテスとサッポー』という題の同性愛に関するパンフレットを出版した。1897年にヒルシュフェルトは、出版業者のマックス・シュポール、法律家のエドゥアルト・オーベルク、そして作家のマックス・フォン・ビュロウと共に、「科学人道委員会」（Wissenschaftlich-humanitäres Komitee、EN、DE）を創設した。

### 科学人道委員会とパラグラフ175
人道委員会は、同性愛者の権利を守り、1871年以来、同性愛を犯罪であると規定していたドイツ刑法典第175条である、「パラグラフ175」を廃止するための調査・研究を行うことを目標とした（註：ドイツ刑法典175条，Der § 175 des deutschen Strafgesetzbuchs，DE、EN）。彼らは、この法律が恐喝（ブラックメイル）を促進させていることについて討議した。委員会の標語である「科学を通じての正義」は、同性愛に対する適切な科学的理解が同性愛者に対する敵意を除去する、というヒルシュフェルトの信念に反映している。彼は倦むことを知らない運動家・唱導者であり、著名な人物となった。
グループ内でも、メンバーの幾人かは、同性愛者は身体障害者に似ているというヒルシュフェルトの比喩を軽蔑で捉えた。彼らは、身体障害者に対し社会は忍耐であるいは憐憫で対することはできるだろうが、彼らを同等なる者としては扱うことはないということを議論した。彼らはまた、男性同性愛者は生得的に女性的であるというヒルシュフェルト（そしてウルリヒス）の見解に同意しなかった。ベネディクト・フリートレンデルを含む幾人かは「科学人道委員会」から離れ、別のグループを形成したが、しかしこのグループは永続しなかった。委員会は、「男性－男性の愛（male-male love）」は特別な状態と言うよりむしろ、剛健な成年男性の素朴な位相であるということを議論した。
ヒルシュフェルトの指導のもと、「科学人道委員会」は「パラグラフ175」を打倒する請願書のため、5000を越える著名なドイツ人による署名を集めることを何とか成し遂げた。署名に加わった者には、アルベルト・アインシュタイン、ヘルマン・ヘッセ、ケーテ・コルヴィッツ、トーマス・マン、ハインリヒ・マン、ライナー・マリア・リルケ、アウグスト・ベーベル、マックス・ブロート、カール・カウツキー、シュテファン・ツヴァイク、ゲアハルト・ハウプトマン、マルティン・ブーバー、リヒャルト・フォン・クラフト＝エビング、そしてエドゥアルト・ベルンシュタインが含まれていた。
廃止議案は、1898年にドイツ帝国議会（Reichstag、EN、DE）に提出されたが、ドイツ社会民主党による少数派の支持を受けたのみであった。このことはヒルシュフェルトを焦燥に駆り立て、彼は、問題の余地があるが、「アウティング（暴露）」の戦術を取ることを考えた。すなわち、「クローゼット（私室）」の外側で沈黙を守っている（つまり、同性愛者であることを外部に対して隠蔽している）著名な立法当事者の幾人かに圧力をかけることを考えた。議案は議会へと提出され続け、結果的に、1920年代に入って審議は進捗し始めた。ナチス党が政権を奪取し、改革の希望をすべて抹消してしまう前のことであった。

### 性の運動の唱導者
1921年に、ヒルシュフェルトは「性の改革のための第一回大会」を組織し、これは「世界性改革連盟（World League for Sexual Reform）」の成立へと繋がった。大会は、コペンハーゲン（1928年）、ロンドン（1929年）、ウィーン（1930年）、そしてブルノ（1932年）において開催された。
ヒルシュフェルトは、性のありように関して煩いことを言い立てる専門家として、報道機関によって引用され、また同時にカリカチュライズされ、「性のアインシュタイン（Der Einstein des Sex、cf: DE）」の別称あるいは蔑称で呼ばれた。ヒルシュフェルト自身は、自分は性の運動の唱導者であり科学者であると考えており、同性愛に限らない、多様なセクシュアリティのヴァリエーションを研究し一覧化を試みていた。彼は、例えば、トランスヴェスティズム（異性装、transvestism）という言葉を造語した。トランスセクシャリスムス（Transsexualismus）という言葉も彼の造語である。リリー・エルベの性別適合手術の際にも保護観察にあたっている。

## 映画『 Anders als die Andern 』
ヒルシュフェルトは、1919年に映画化された『他の人々とは異なって（Anders als die Andern]）』の脚本の共同作者となり、またこの映画に出演した。この映画では、俳優のコンラート・ファイトが、映画史上でおそらく最初に同性愛の人物を演じた。この映画は、同性愛者の権利の法律についての固有アジェンダを有していた。ファイトが演じた人物は、愛人から恐喝を受けており、結果的に、強請に屈して金銭をわたすのを続けるのをやめてカミングアウトすることとなる。しかし彼のキャリアは破綻し、自殺へと追い立てられる。

## 性科学研究所
1919年に、新たに設立されたヴァイマル共和国の自由な気風のなかで、彼が提唱する新しい「性科学研究所（Institut für Sexualwissenschaft、EN）」のため、ベルリンにある以前のロイヤル・パレスの建物がヒルシュフェルトに提供された。この研究所には、性に関するヒルシュフェルトの膨大な蔵書や、教育サービス設備、また医学的コンサルテーションが備えられていた。欧州一帯より、自分たちのセクシュアリティに関する明瞭な理解を得るため、人々がこの研究所を訪問した。クリストファ・イシャーウッド（Christopher Isherwood、EN）は、自身と W・H・オーデン（W. H. Auden、EN）がこの研究所を訪問したことについて彼の著書『クリストファとその流儀』（ Christopher and His Kind ）のなかで記している。彼らは、イシャーウッドの友人であり、当時この研究所に滞在していたフランシス・ターヴィル＝ピーター（ Francis Turville-Petre、EN）を訪問していた。研究所はまた、幾つもの学校のクラスが訪問していたと報告されている、一般大衆のための教育リソースである「性の博物館」を備えていた。研究所とそこでのヒルシュフェルトの研究のありさまは、ローザ・フォン・プラウンハイム（ Rosa von Praunheim、EN）のドキュメンタリ映画である『性のアインシュタイン』（ Der Einstein des Sex、ドイツ映画、2001年、DE）において描かれている。

## フェミニズム
1904年にヒルシュフェルトは、ヘレーネ・シュテッカー（Helene Stöcker、EN）が設立したフェミニスト団体である「母親を守る連盟」（Bund für Mutterschutz）に参加した。彼は、当時犯罪とされていた堕胎を犯罪枠より撤廃するためのキャンペーンを行い、また女性教師や女性公務員が結婚や子供を持つことを禁止した法に反対した。

## ナチスの反応
ナチスが権力を掌握したとき、彼らが最初に行ったことの一つは、1933年5月6日に性科学研究所とその膨大な蔵書を焼却することだった。今日見ることのできる、ナチスによる焚書についてのプレス所蔵の写真やアーカイヴされているニュースリール・フィルムは、一般に、ヒルシュフェルトの蔵書が燃え上がる様を写した画像である。偶然の幸運によって、この事件のとき、ヒルシュフェルトは世界講演旅行の途次にあり、ドイツから遠く離れていた。彼はドイツには帰還することなく、1935年、67歳の誕生日当日、心臓発作によって亡命先ニースで逝去した。

## 献花
ドイツの映画監督であるローザ・フォン・プラウンハイムは、マグヌス・ヒルシュフェルトの生涯を元にして、1999年に『性のアインシュタイン』（ Der Einstein des Sex、DE、EN）を制作した。

## 著作
原題は（　）のなかに示している。日本語タイトルは暫定的な訳。
- 『サッポーとソクラテス』 （Sappho und Sokrates）　Verlag Max Spohr, Leipzig 1896　( Th・ラミーン Th. Ramien の筆名による）
- 『パラグラフ175 』 （Der § 175）　Verlag Max Spohr, Leipzig 1898
- 『第三の性の人をどのように理解すべきか？』 （Was muß das Volk vom Dritten Geschlecht wissen? text）　Verlag Max Spohr, Leipzig 1901
Whk（科学人道委員会）の目標を分かりやすい説明で整理して示した書籍。低価格で版を重ねた。
- 『ベルリンの第三の性について』 （Berlins Drittes Geschlecht）　bei H. Seemann, Berlin u. Leipzig 1904
リプリント版：Verlag Rosa Winkel, 1991, ISBN 3-92149559-8
- 『愛の本質について：同性愛の疑問の回答に対する寄稿を併録』 （Vom Wesen der Liebe. Zugleich ein Beitrag zur Lösung der Frage der Bisexualität）　Verlag Max Spohr, Leipzig 1906
- 『服飾倒錯者：エロティックな扮装衝動の研究－広範囲な症例報告集と歴史資料付き』 （Die Transvestiten: Eine Untersuchung über den erotischen Verkleidungstrieb, mit umfangreichem kasuistischem und historischem Material）　Verlag Alfred Pulvermacher, Berlin 1910
- 『性の遷移』 （Geschlechtsübergänge）　Verlag Max Spohr, Leipzig 1913
- 『愛の自然法則：愛の印象、愛の衝動、愛の表現に関する分かりやすい研究』 （Naturgesetze der Liebe: Eine gemeinverständliche Untersuchung über den Liebeseindruck, Liebesdrang und Liebesausdruck）　Verlag /Wahrheit/ Ferdinand Spohr, Leipzi, 1914
- 『男性と女性の同性愛』 （Die Homosexualität des Mannes und des Weibes）　Verlag Louis Marcus, Berlin 1914
- 『性の病理学：医師と学生ための教科書』 （Sexualpathologie. Ein Lehrbuch für Ärzte und Studierende）　Bonn, 1916 - 1920 
  - 『第 I 巻　自慰についての考察による性の発達障害』 （Band I: Geschlechtliche Entwicklungsstörungen mit besonderer Berücksichtigung der Onanie）
  - 『第 II 巻　性の中間段階：男性的女性と女性的男性』 （Band II: Sexuelle Zwischenstufen. Das männliche Weib und der weibliche Mann）
  - 『第 III 巻　勃起不全についての考察による代謝機能の障害』 （Band III: Störungen im Stoffwechsel mit besonderer Berücksichtigung der Impotenz）
- 『性と犯罪：性に起源がある犯罪の概観』 （Sexualität und Kriminalität. Überblick über Verbrechen geschlechtlichen Ursprungs）　Wien, Berlin, Leipzig, New York 1924 ref
- 『総合ドイツ刑法典の公的草案「第267条：男性間の猥褻行為」－帝国司法省に宛てた覚え書き』 （Paragraph 267 des Amtlichen Entwurfs eines Allgemeinen Deutschen Strafgesetzbuches /Unzucht zwischen Männern/ -  Eine Denkschrift, gerichtet an das Reichsjustizministerium text）　Verlag Julius Puttmann, Stuttgart 1925
- 『性の学：30年間の研究と経験に基づいて論じる』 （Geschlechtskunde, auf Grund dreissigjähriger Forschung und Erfahrung bearbeitet）　Stuttgart 1926 - 1930 
  - 『第 I 巻：身体的基盤』 （Band I: Die körperlichen Grundlagen）
  - 『第 II 巻：結果と推論』 （Band II: Folgen und Folgerungen）
  - 『第 III 巻：展望』 （Band III: Ausblicke）
  - 『第 IV 巻：画像』 （Band IV: Bilderteil）
  - 『第 V 巻：索引』 （Band V: Register）
- 『性研究者の世界周遊旅行』 （Die Weltreise eines Sexualforschers）　Bözberg-Verlag, Brugg 1933 / 新版：Eichborn, Frankfurt a. M. 2006 (= Die Andere Bibliothek, 254). ISBN 3-82184567-8
- 『人間関係における性』 （Sex in Human Relationships）　John Lane the Bodley Head, London 1935
- 『人種差別』 （Racism）　Victor Gollancz Ltd., London 1938
- 『過去から現在まで：同性愛運動の歴史 1897年－1922年， マグヌス・ヒルシュフェルト協会図書シリーズ 1 号』 （Von einst bis jetzt: Geschichte einer homosexuellen Bewegung 1897-1922. Schriftenreihe der Magnus-Hirschfeld-Gesellschaft Nr. 1）　Verlag rosa Winkel, Berlin 1986
 （『フロイントシャフト誌』のマグヌス・ヒルシュフェルト論文集の再版）

### 英語で翻訳のあるヒルシュフェルトの著作
- 『人種差別』 （Racism）　1938年：エデンとシーダー・ポール訳
- 『男性と女性の同性愛』（Homosexuality of Men and Women）　マイケル・A・ロンバルディ＝ナッシュ訳　（Nash）
- 『トランスヴェスタイト：クロス・ドレシングへのエロティックな衝動』 （The Transvestites : The Erotic Drive to Cross-Dress）　（Prometheus Books）
- 『男と女：性科学者の世界旅行』 （Men and Women : The World Journey of a Sexologist）　（AMS Press, 1974年）
- 『世界大戦の性の歴史』 （The Sexual History of the World War）　（Cadillac Publishing Co., 1946年）

### 日本語訳
- 『戦争と性』全4巻高山洋吉訳 同光社磯部書房 1953-56　明月堂書店 2014
- 「性病理学」より(谷崎英男訳)『世界セクソロジー全集 第4 (性心理の分析)』新流社 1961
- 『ゆがめられた性』竹村文祥訳補「性学図解全集 第2巻」有紀書房 1965

### 自伝
- Hirschfeld, Magnus Von einst bis jetzt: Geschichte einer homosexuellen Bewegung 1897-1922. Schriftenreihe der Magnus-Hirschfeld-Gesellschaft Nr. 1, Verlag rosa Winkel, Berlin 1986 (Reprint of a series of articles by Hirschfeld for the 1920's gay magazine Die Freundschaft).

## 関連文献

### 伝記
- Steakley, James D. The Writings of Magnus Hirschfeld: A Bibliography. (1985).

### 伝記的な書籍
- Dose, Ralf Magnus Hirschfeld: Deutscher, Jude, Weltburger. Teetz, Hentrich und Hentrich, 2005.
- Herzer, Manfred Magnus Hirschfeld: Leben und Werk eines judischen, schwulen und sozialistischen Sexologen. Second edition. Hamburg, MannerschwarmSkript-Verlag, 2001.
- Kotowski, Elke-Vera & Julius H. Schoeps (ed.) Der Sexualreformer Magnus Hirschfeld. Ein Leben im Spannungsfeld von Wissenschaft, Politik und Gesellschaft. Berlin, Bebra, 2004.
- Wolff, Charlotte. Magnus Hirschfeld: A Portrait of a Pioneer in Sexology. London, Quartet Books, 1986.

### 読書案内
- Blasius, Mark & Phelan, Shane. (Eds.) We Are Everywhere:  A Historical Source Book of Gay and Lesbian Politics. New York, Routledge, 1997. See chapter: The Emergence of a Gay and Lesbian Political Culture in Germany.
- Dynes, Wayne R. (ed.)  Encyclopedia of Homosexuality.  New York and London, Garland Publishing, 1990.
- Gordon, Mel Voluptuous Panic: The Erotic World of Weimar Berlin. Los Angeles, Feral House, 2000.
- Grau, Gunter (ed.) Hidden Holocaust? Gay and lesbian persecution in Germany 1933-45. New York, Routledge, 1995.
- Johansson, Warren & Percy, William A.  Outing:  Shattering the Conspiracy of Silence.  New York, Harrington Park Press, 1994.
- Lauritsen, John and Thorstad, David. The Early Homosexual Rights Movement, 1864-1935. (Second Edition revised).
- Steakley, James D.  The Early Homosexual Emancipation Movement in Germany. (1975).